# Exochus antennalis
Exochus antennalis là một loài tò vò trong họ Ichneumonidae.